# Musikparade
Musikparade ist ein deutscher Film von Regisseur Géza von Cziffra aus dem Jahr 1956. Es war sein erster von insgesamt zwölf erfolgreichen Filmen mit Hauptdarsteller Peter Alexander.

## Handlung
Greta Lund dirigiert mit Charme und Temperament ihre eigene Jazzkapelle, hält aber nichts von Liebesromanzen mit ihren Musikern. Da tritt der beliebte Trompeter und Sänger Peter in ihre Kapelle ein und verliebt sich in sie. Einfallsreich versucht er sie zu überzeugen, dass Musiker doch auch richtige Männer sind. Nach einem turbulenten Konzert, einer Schlägerei und verschiedenen Verwechslungen finden die beiden schließlich zueinander.

## Lieder
- Ich weiß, was dir fehlt (Peter Alexander)
- Im Hafen unserer Träume (Peter Alexander)
- Mamma-Di-Mandolin (Peter Alexander und Peter „Peterli“ Hinnen)
- Schon wieder mal (Peter Alexander und Bibi Johns)
- Weil du mir sympathisch bist (Peter Alexander)
- Das mach’ ich mit Musik (Bibi Johns)
- Heinerle (Bibi Johns)

## Kritiken
- Helmut Helmers, Filmblätter, 1956: „Ein Film, der Elemente der Revue und der schwerelosen Komödie geschickt koppelt und genau das bringt, was die Besucher dem Titel entsprechend an heiterer Musik-Unterhaltung erwarten.“[1]

- P. U, B.Z., 1984: „Nach dem Erfolgsrezept viel Schlagerhonig, große Liebe und Verwechslungskomik spielen und singen der junge Peter Alexander und Bibi Johns sich ins Happy-End. Für einen gemütlichen Sonntagsnachmittag grad das Richtige. Und es kommt alles wieder: Was damals Peter und Bibi waren sind heute Nena und Markus.“[2]

- Lexikon des internationalen Films: „Flott inszenierte, heitere Unterhaltung mit zahlreichen Gesangs- und Tanzstars der 50er Jahre.“[3]